# Corades pax
Corades pax är en fjärilsart som beskrevs av Charles James Watkins 1939. Corades pax ingår i släktet Corades och familjen praktfjärilar. Inga underarter finns listade i Catalogue of Life.